# Six O'Clock
Six O'Clock è un cortometraggio muto del 1912. Il nome del regista non è riportato nei credit del film.

## Produzione
Il film fu prodotto dalla Vitagraph Company of America.

## Distribuzione
Distribuito dalla General Film Company, il film uscì nelle sale cinematografiche statunitensi il 21 novembre 1912 e in quelle britanniche il 13 marzo 1913.